# Pedro Marieluz Garces
Pedro Marieluz Garces (1780 – 25. září 1825) byl kamilliánský katolický kněz a vojenský kaplan, který zemřel jako mučedník zpovědního tajemství, když odmítl generálu Rodilovi prozradit, z čeho se před popravou zpovídali zajatí povstalci.